# Antoni Onufry Okęcki
Antoni Onufry Okęcki herbu Radwan (ur. 13 czerwca 1729 w Okęciu, zm. 15 czerwca 1793 w Warszawie) – duchowny rzymskokatolicki, biskup diecezjalny chełmski w latach 1771–1780, biskup diecezjalny poznański w latach 1780–1793, kanclerz wielki koronny, konsyliarz Rady Nieustającej w 1775, prepozyt krakowskiej kapituły katedralnej w latach 1767–1771.

## Życiorys
Jego rodzicami byli Jakub Okęcki i Katarzyna z Grzybowskich, wywodzący się z Okęcia. W 1747 wstąpił do seminarium duchownego w Warszawie prowadzonego przez księży misjonarzy. Święcenia kapłańskie otrzymał 19 maja 1755. Następnie został sekretarzem ówczesnego biskupa poznańskiego Teodora Czartoryskiego, dzięki któremu otrzymał wiele prebend.
W 1767 ukończył naukę na Akademii Krakowskiej, broniąc doktoraty z obojga praw. Jeszcze w tym samym roku bp Czartoryski mianował go na stanowisko prowincjała warszawskiego. Pełniąc tę funkcję, Okęcki zbliżył się do dworu Stanisława Augusta Poniatowskiego, dzięki którego osobistemu wsparciu otrzymał 14 kwietnia 1771 sakrę i objął urząd biskupa chełmskiego. Członek konfederacji 1773 roku. W czasie trwania Sejmu Rozbiorowego w latach 1773–1775 jako członek Senatu opowiadał się za utrzymaniem integralności terytorialnej Rzeczypospolitej, a także przywilejów kleru i wyznania katolickiego, wszedł w skład delegacji wyłonionej pod naciskiem dyplomatów trzech państw rozbiorczych, mającej przeprowadzić rozbiór. Jednocześnie Sejm mianował go przewodniczącym komisji sądowniczej dla dóbr po skasowanym zakonie jezuickim. 18 września 1773 podpisał traktaty cesji przez Rzeczpospolitą Obojga Narodów ziem zagarniętych przez Rosję, Prusy i Austrię w I rozbiorze Polski. W 1773 został kawalerem Orderu Świętego Stanisława. W 1775 był też na krótko członkiem Rady Nieustającej, a w tym samym roku biskup poznański Andrzej Stanisław Młodziejowski mianował go swoim koadiutorem, jednocześnie kontynuował karierę polityczną.
Członek konfederacji Andrzeja Mokronowskiego w 1776. W 1776 został przewodniczącym deputacji do zbadania działań Komisji Wojskowej Koronnej, a w 1778 ponownie wszedł w skład Rady Nieustającej, gdzie kierował Departamentem Interesów Cudzoziemskich. Członek Departamentu Skarbowego Rady Nieustającej w 1779. W 1780, po śmierci bp. Młodziejewskiego został biskupem poznańskim oraz podkanclerzym, a następnie kanclerzem wielkim koronnym.
W nowej diecezji powołał, w miejsce Akademii Lubrańskiego połączonej przez KEN z Kolegium Jezuickim, seminarium duchowne, któremu w 1784 nadał statut, wysokie dochody oraz utworzył w nim nieistniejące dotychczas studium teologiczne. Ponadto do jego zasług na tym urzędzie należy dodać odbudowę katedry poznańskiej po pożarze z 1772 oraz reformę organizacyjną administracji diecezjalnej.
Zaangażowanie biskupa w sprawy diecezji sprawiło, że zaczął on zaniedbywać urzędy świeckie. Nakładający się na to konflikt z posłem rosyjskim sprawił, że w 1786 złożył urząd kanclerski, jednak jako biskup poznański nadal uczestniczył w życiu politycznym kraju. Był członkiem konfederacji Sejmu Czteroletniego.  Podczas Sejmu Czteroletniego zaliczano go do zwolenników reform. Był wówczas przewodniczącym deputacji mającej rozpatrzyć żądania mieszczan. Jednocześnie większość reform podatkowych dyskutowanych podczas obrad było jego autorstwa. Figurował na liście posłów i senatorów posła rosyjskiego Jakowa Bułhakowa w 1792, będącym zestawieniem osób, na które Rosjanie mogli liczyć przy rekonfederacji i obaleniu dzieła 3 maja. W końcowym okresie sejmu poparł jednak konfederację targowicką, był konsyliarzem jej konfederacji generalnej koronnej i został z jej ramienia cenzorem nowo wydawanych książek. Po zajęciu Warszawy przez wojska rosyjskie w kościołach odczytywany był jego list wzywający Polaków do posłuszeństwa. Kończył się on wezwaniem, by Bóg pomagał w pracach konfederacji targowickiej "dla dobra Ojczyzny".
Zmarł w Warszawie, gdzie został pochowany w kolegiacie św. Jana (dzisiejsza katedra).

## Odznaczenia
- Order Świętego Stanisława (1773)[8].
- Order Orła Białego (1776)[15].